# Matti Kallioinen

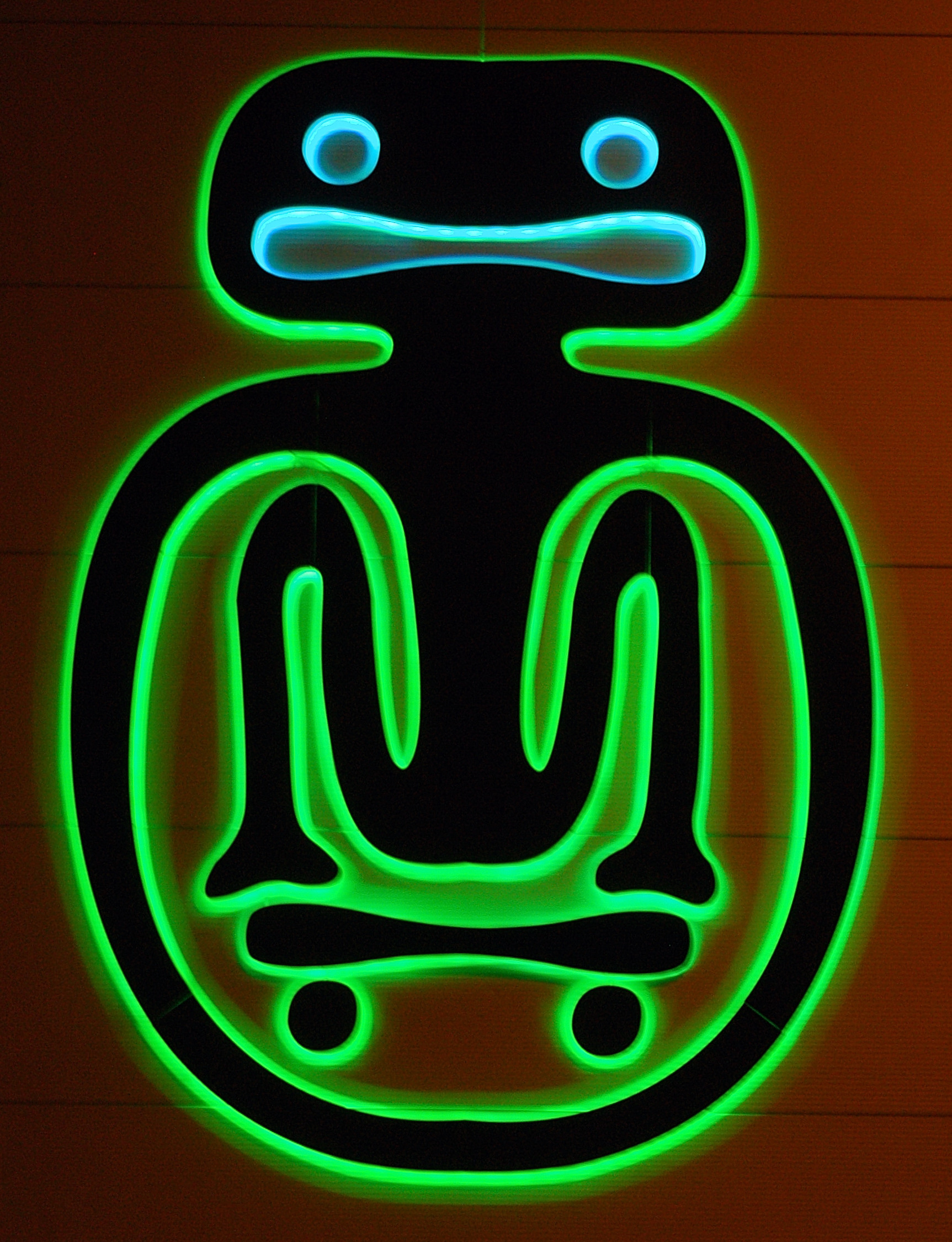
Fasadutsmyckning på Karlstad Curling Arena/Skate/BMX-hall av Matti Kallioinen

Matti Kallioinen, född 1974 i Uppsala, är en svensk konstnär och performanceartist. Han är uppvuxen i Sundsvall.

## Biografi
Kallioinen utbildade sig vid Konstfack i Stockholm 1995–2000 och vid Konsthögskolan i Stockholm 2001–2002. Efter studierna har han varit verksam som konstnär och performanceartist inom musik och film. Han gör musik under namnet Musikaliskt ingår han i performancegruppen Kallionia.
Kallioinen har haft ett flertal separatutställningar bland annat på Galleri Christian Larsen, Galleri Susanne Pettersson i Norrköping 2002, Milliken Gallery i Stockholm 2007 och 2009 samt Teatergalleriet i Uppsala. Även Moderna museet och Magasin III har visat hans konst genom åren. Internationellt har han bland annat ställt ut på Rental Gallery i New York och Albaniens nationalmuseum i Tirana där han erhöll Onufri-priset. 
Bland hans offentliga utsmyckningar finns Fokuserat här för ett koncentrat nu i Sandbäcken i Karlstad, Spectral Self Container på Anna Lindhs plats i Malmö.
Kallioinen medverkar med ett verk i den taktila samtidskonstutställningen Kännbart som turnerar 2015–2017.
Matti Kallioinen är gift med konstnären Lisa Jonasson.